# 宮崎武吉
宮崎 武吉（みやざき ぶきち、1888年〈明治21年〉4月29日 - 没年不明）は、日本の弁護士（大阪弁護士会所属）、税理士、弁理士、歌人。旧姓・井上。お笑いタレント椿鬼奴の祖父。

## 経歴
大阪府大阪市西区出身。3代目、井上嘉助の息子。宮崎良平の養子となる。
1897年、9歳の時に父が亡くなると親戚のいる京都の乾物店に丁稚奉公に出される。丁稚奉公をしながら高等小学校を卒業する。夜学の学習塾にも通う。31歳にして京都帝国大学に入学する。
1922年、京都帝国大学経済学部を卒業。高等試験行政科に合格し、直ちに京都府庁に入り、内務部社会課兼庶務課に勤務する。
山口県庁電気局庶務課長となり、1930年3月に職を辞し、同年5月に弁理士登録、同年9月に計理士登録。1932年に司法科試験合格、弁護士登録をして開業する。大阪鶏卵、山田庄助商店、浪速電球、小池商店各顧問となる。
1943年、大阪地裁調停委員。1952年、法務省人権擁護委員、大阪弁護士会図書委員長。1953年、司法委員、綱紀委員。1954年、常議員、会誌編纂副委員長、委員長。
1955年、日弁連綱紀委員。1958年、大阪弁護士会常議員会議長。

## 人物
宗教は真宗。趣味は和歌、旅行、酒、読書、俳句。俳号は蕪吉。
住所は大阪市天王寺区南河堀町、堺市浜寺元町。事務所は大阪市北区真砂町。

## 家族・親族
宮崎家
- 養父・良平[1]（長崎県人）[8]
- 妻・夏枝（1896年 - ?、大阪、獣医・路次徳次郎の長女）[1][8][注 3]
- 長男（1923年 - ?、日本油脂勤務）[1][2]
  - 同妻（1923年 - ?、大阪、滋岡長彦の五女）[1][2]
- 二男[1]（お笑いタレント椿鬼奴の父）

親戚
- 兄・井上嘉助（大阪鶏卵取締役）[1][2]
- 弟・井上源治郎[14]（クレパス本舗桜商会技術顧問[15]）
- 長男の妻の父・滋岡長彦（兵庫県姫路市長）
- 姉の長男・八田桂三（東京大学工学部教授）[1][2]
- 妻の兄の長男・路次一彦（半田市民病院耳鼻科長）[1]